# Katslösa distrikt
Katslösa distrikt är ett distrikt i Skurups kommun och Skåne län. 
Distriktet ligger öster om Skurup. 

## Tidigare administrativ tillhörighet
Distriktet inrättades 2016 och utgörs av socknen Katslösa i Skurups kommun.
Området motsvarar den omfattning Katslösa församling hade 1999/2000.